# Grootmeester (vrijmetselarij)
Grootmeester is zowel een functie als een titel binnen de vrijmetselarij.

## Functie van grootmeester
De grootmeester is het hoogste gezag binnen een Orde van vrijmetselaren. Hij kan aan het hoofd staan van een Grootloge of een Grootoosten, en wordt bijgestaan door grootofficieren, die samen het Hoofdbestuur van de Orde vormen.
Een grootmeester wordt democratisch verkozen tijdens de jaarlijkse bijeenkomst van logevertegenwoordigers: het Grootoosten of de Grootloge.
De grootmeester is verantwoordelijk voor het behoud van de traditionele werkwijze van een Orde van Vrijmetselaren. Indien hij dit wenst, kan hij toegang krijgen tot elke vrijmetselaarsloge die tot zijn orde behoort en kan, indien hij dit verlangt, de rituele arbeid binnen de loge op zich nemen.

## De titel grootmeester
In Nederland draagt zowel het hoofd van de Orde van Vrijmetselaren onder het Grootoosten der Nederlanden als van de Orde van Vrijmetselaren onder het Kapittel der Hoge Graden in Nederland de titel grootmeester.
Het hoogste gezag binnen de loge, de voorzittend meester, droeg vroeger in Nederland de titel grootmeester. Het hoogste gezag binnen de orde had de titel grootmeester Nationaal. 